# Ahemen
Ovo je glavno značenje pojma „Ahemen“. Za istoimenog egipatskog satrapa vidi članak: Ahemen (satrap)
Ahemen (staroperz. Haxāmaniš, grč. Ἀχαιμένης, eng. Achaemenes) bio je eponimski predak iranske ahemenidske dinastije, koji je vladao Perzijom od cca 705. (možda i ranije) do cca 675. pr. Kr. kada ga je naslijedio sin Teisp od Anšana. Njegova dinastija rodila je mnoge slavne perzijske vladare poput Kira Velikog, Darija Velikog, Kserksa I., itd.

## Etimologija
Etimologija njegovog imena temelji se na raznim izvorima. Tradicionalno tumačenje jest „onaj prijateljskog uma“, prema izvorima studije indo-iranske etimologije Starogrčkih povjesničara. Moderni povjesničari ne slažu se s tim tumačenjem nego smatraju kako Haxāmaniš znači „obilježen dušom vođe“, prema iranskim etimološkim studijama. Ahemenidi, odnosno „potomci Ahemena“, nazvani su prema Ahemenu.

## Značaj
Ahemen je općepoznat kao vođa jednog od deset do petnaest perzijskih plemena iz Pasargada. Perzijski kraljevski zapisi iz Behistuna smjestili su ga pet generacije prije Darija Velikog. Prema istim izvorima Ahemen je živio oko 700. pr. Kr., naziva ga se „kraljem“ što može značiti kako se radi o prvom službenom iranskom kralju.
Osim perzijskih kraljevskih zapisa, postoji ograničen broj povijesnih izvora o Ahemenu stoga se o njegovu životu zna vrlo malo. Neki navode kako postoji mogućnost da je Ahemen samo „mitološki predak perzijske kraljevske kuće“. Kada je 522. pr. Kr. na perzijski tron stupio Darije I. Veliki koji je smaknuo Smerdisa (sina Kira Velikog), svoju legitimnost na prijestolje tvrdio je svojim porijeklom od Ahemena. Time je želio dokazati kako on i Kir Veliki dijele zajedničkog pretka, pa neki smatraju kako je Ahemen samo Darijeva izmišljotina. Drugi pak tvrde kako ne postoji razlog izmišljanja Ahemenovog lika jer je mogao tvrditi svoje porijeklo i preko Teispa. Ipak, zapisi iz Pasargada spominju kako je Kir sam sebe nazivao potomkom Ahemena.
U svakom slučaju, perzijska kraljevska dinastija od Darija nadalje štuje Ahemena kao osnivača njihove dinastije. Ipak, malo je poznato o njegovom životu ili djelima. Prema onome što je poznato, Ahemen je najvjerojatnije bio ratni poglavica iz 7. stoljeća pr. Kr., odnosno prvi kralj Perzije kao vazal Medije. Asirski zapisi iz doba kralja Senaheriba iz 691. pr. Kr. spominju kako je u gradu Haluleu jedva odbio napad Parsuamaša i Anzana, skupa s Medijcima i drugima. Ti zapisi spominju Ahemena kao jednog od vojnih zapovjednika koji je vodio Perzijance i nezavisne trupe iz Anšana u neodlučenoj bitci kod Halulea.

## Legende
Budući da se radi o eponimskom utemeljitelju dinastije, Ahemen se često smatra legendarnim. Antički grčki pisci spominju Ahemena i njegovo pleme iz Pasargada, te za njega kažu kako je „uskrsnuo od orla“. Platon u svojim djelima o Perzijancima poistovjećuje Ahemena s Perzom, odnosno pretkom Perzijanaca prema grčkoj mitologiji. Platon navodi kako je Ahemen (Perz) bio sin kraljice Andromede i junaka Perzeja, odnosno unuk Zeusa. Kasnije navodi kako su Ahemen i Perz različite osobe, te kako je Ahemen potomak Perza.

## Ostavština
Perzijski i grčki izvori navode kako je Ahemena naslijedio njegov sin Teisp, koji je poveo Perzijance u osvajanje i naseljavanje elamitskog grada Anšana na jugu Irana. Teispov praunuk Kir Veliki osvojio je Mediju i osnovao Perzijsko Carstvo. Teisp od Anšana se spominje kao Ahemenov sin na staroperzijskim zapisima u Behistunu.

## Kronologija
- 705. pr. Kr. - početak vladavine Ahemena, kralja Perzije pod Medijskim Carstvom.
- 691. pr. Kr. - asirski zapisi iz doba kralja Senaheriba spominju kako je asirski kralj u gradu Haluleu jedva odbio napad Perzijanaca i nezavisnih trupa iz Anšana predvođenih Ahemenom u neodlučenoj bitci kod Halulea.
- 675. pr. Kr. - smrt i kraj Ahemenove vladavine.

| Prethodnik: | Kralj Perzije (cca 705. - cca 675. pr. Kr.) | Nasljednik:                                   |
| Nitko       | Kralj Perzije (cca 705. - cca 675. pr. Kr.) | Teisp od Anšana (cca 675. - cca 640. pr. Kr.) |

## Poveznice
- Ahemenidsko Perzijsko Carstvo
- Ahemenidi
- Perzijanci
- Kir Veliki
- Darije I. Veliki

## Vanjske poveznice
- Ahemen na Britannica enciklopediji
- Dinastija Ahemenida na livius.org